# Gedenkraam in de Sint-Eusebiuskerk (Arnhem)
Het gedenkraam in de Sint-Eusebiuskerk is een oorlogsmonument in de Nederlandse stad Arnhem. Het wordt wel Bevrijdingsraam genoemd.

## Achtergrond
In de Tweede Wereldoorlog werd tijdens de slag om Arnhem in september 1944, onderdeel van de geallieerde operatie Market Garden, werd een deel van de stad vernietigd. Van de katholieke Sint-Eusebiuskerk aan het Nieuwe Plein werden onder andere de 19e-eeuwse apostelramen van het atelier F. Nicolas en Zonen vernield. In 1947 kreeg kunstenaar Joop Janssen (1914-1993) de opdracht nieuwe ramen te maken. Hij ontwierp ook een nieuw altaar en communiebank voor de kerk. Janssen maakte in 1957 een raam over Simon de Zeloot, dat ook verwees naar het verwoeste Jeruzalem. De brandende stad werd een symbool voor het verwoeste Arnhem.
De Kleine Eusebiuskerk werd in 1985 buiten gebruik genomen en in 1990 gesloopt. Door particulier initiatief werd de Stichting tot Behoud Ramen Kleine Eusebius opgezet en kon het apostelraam van Simon de Zeloot worden gered. Na restauratie door Bas Beckers werd het in september 1994 geplaatst in de Annakapel van de Grote of Sint-Eusebiuskerk.

## Beschrijving
Het raam toont onderin een tafereel met Simon de Zeloot. Bovenin is de verwoesting van Jeruzalem te zien, zoals deze door Jezus werd aangekondigd, en mensen die van de stad weg trekken. Daaronder een tekst uit Mattheüs 24: 

HIER ZAL GEEN STEEN OP DE ANDERE BLIJVEN